# Botanischer Garten Reykjavík

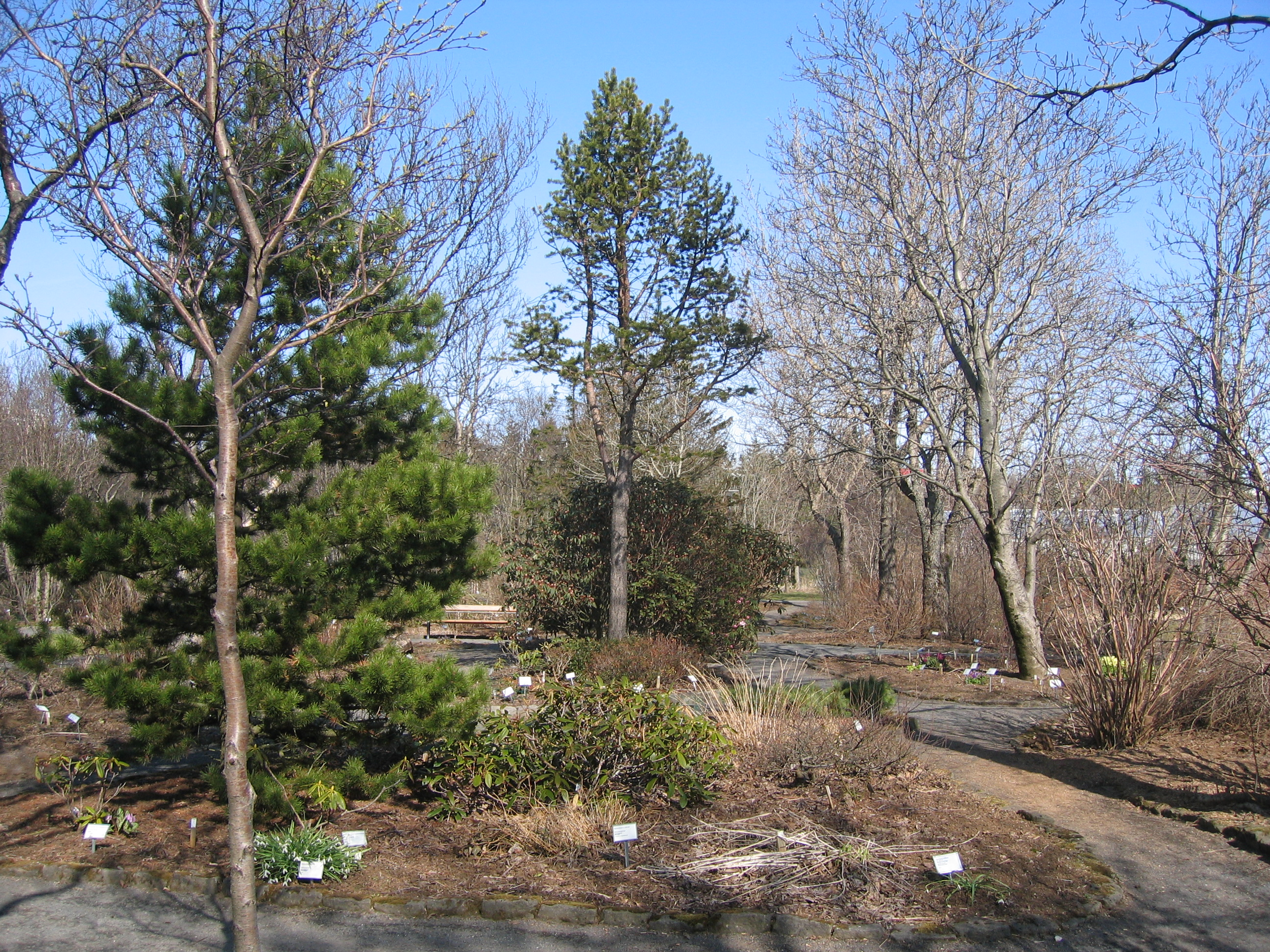
Bäume im Botanischen Garten Reykjavík

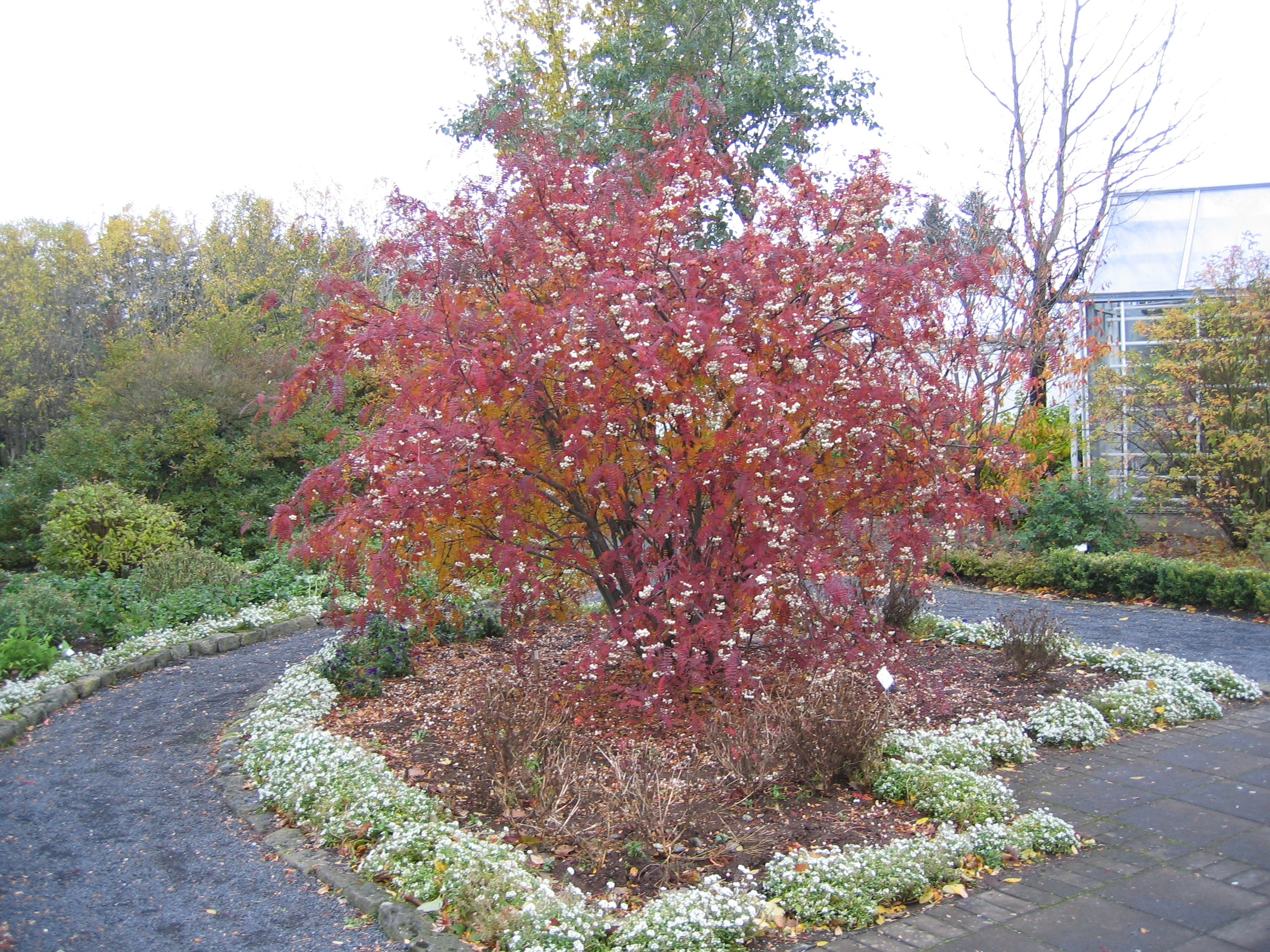
Sorbus fruticosa

Der Botanische Garten Reykjavík (lat. Hortus Botanicus Reykjavicensis; isl. Grasagarður Reykjavíkur oder Grasagarðurinn) ist der größte botanische Garten Islands im Park Laugarladur des gleichnamigen Stadtteils.

## Geschichte
Er wurde 1961 anlässlich des 175-jährigen Bestehens der Stadt Reykjavík gegründet und hat eine Fläche von 2,5 Hektar, auf der über 5000 Arten zu finden sind. Der Garten ist Mitglied der Botanic Gardens Conservation International (BGCI) und trägt den Code REYK. 
Der Botanische Garten sammelt einheimische und nichteinheimische Arten. Die Pflanzen sind mit ihrem isländischen und wissenschaftlichen („lateinischen“) Namen ausgezeichnet und ihre Herkunft ist vermerkt. Der Botanische Garten verfügt über folgende neun Sammlungen:
- Flora Islands
- mehrjährige nichteinheimische Pflanzen
- Heidekraut
- Rosen
- Pflanzen des Waldbodens
- Baumsammlung
- Pavillon
- Steingarten
- Feinschmeckergarten

Der Botanische Garten ist ganzjährig geöffnet.